# DeGoogle
Il movimento DeGoogle (noto anche come de-Google) è una campagna condotta dagli attivisti per la privacy che esortano gli utenti ad abbandonare i prodotti e servizi Google a causa delle crescenti preoccupazioni sulla privacy riguardanti l'azienda. Il termine si riferisce all'atto di liberarsi di Google dalla propria vita. La crescente quota di mercato detenuta dall'azienda crea un forte potere monopolistico nel cyberspazio tanto da generare difficoltà nel trovare alternative valide ai prodotti e servizi Google.
Nel corso del tempo sono nati progetti come il browser ungoogled-chromium, che rimuove i componenti proprietari di Google migliorando privacy e sicurezza degli utenti. In generale il movimento può essere visto come parte di una più ampia opposizione alle grandi aziende tecnologiche definita come "techlash".